# Surchachi
Surchachi (russisch Сурхахи; inguschisch Сурхо-ТӀа) ist ein Dorf (selo) in der Republik Inguschetien in Russland mit 10.628 Einwohnern (Stand 14. Oktober 2010).

## Geographie
Der Ort liegt am Nordrand des Großen Kaukasus etwa 8 km Luftlinie ostnordöstlich der Republikhauptstadt Magas am Oberlauf des kleinen rechten Sunscha-Zuflusses Kentsch.
Surchachi gehört zum Rajon Nasranowski und befindet sich etwa 12 km ostsüdöstlich von dessen Verwaltungszentrum Nasran. Das Dorf ist Sitz und einzige Ortschaft der Landgemeinde (selskoje posselenije) Surchachi.

## Geschichte
Das Dorf wurde wie auch andere Ortschaften in der Umgebung Ende des 18. Jahrhunderts von Inguschen gegründet, die zuvor am Oberlauf der Sunscha und des rechten Terek-Nebenflusses Kambilejewka siedelten. In der Periode der Deportation der inguschischen Bevölkerung von 1944 bis 1957 war das Dorf vorwiegend von Osseten bewohnt und trug den ossetischen Namen Mamisson.

### Bevölkerungsentwicklung
| Jahr | Einwohner |
| ---- | --------- |
| 1970 | 4.894     |
| 1979 | 5.136     |
| 2002 | 14.696    |
| 2010 | 10.628    |

Anmerkung: Volkszählungsdaten

## Verkehr
Das Dorf liegt an einer Regionalstraße, die zwischen Nasran und Ekaschewo von der föderalen Fernstraße R217 Kawkas (ehemals M29) abzweigt, östlich von Surchachi weiter über einen gut 800 m hohen Pass ins Tal der Assa führt und nördlich der Staniza Nesterowskaja wieder die R217 erreicht.
Die nächstgelegene Bahnstation befindet sich in Nasran an der Strecke Beslan – Slepzowskaja (Sunscha).

## Söhne und Töchter des Ortes
- Makscharip Auschew (1966–2009), Politiker
- Nasir Mankijew (* 1985), Ringer, Olympiasieger 2008